# João Siqueira
João Reinaldo de Siqueira (Santa Catarina, 24 de junho de 1941 – 1998) foi um dramaturgo e pesquisador teatral brasileiro.
Com aproximadamente vinte anos muda-se para o Rio de Janeiro e estuda no Conservatório Nacional de Teatro dirigindo em seguida um grupo amador num subúrbio da cidade. Torna-se um dos maiores entusiastas de um teatro de forte penetração popular unindo-se nesse esforço aos teatrólogos Amir Haddad, Augusto Boal e Luís Mendonça promovendo encenações em espaços abertos e não-convencionais com temáticas que discorrem sobre o cotidiano popular com forte conteúdo de crítica social.
Participa de alguns importantes grupos e cias teatrais como: A Comunidade e o Grupo Carreta. Funda o Grupo Dia-a-Dia, para o qual escreve Maria e Seus Cinco Filhos um dos maiores sucessos do grupo. Como autor recebe inúmeros prêmios e escreve peças teatrais que alcançam grande repercussão. Reconhecido pelo valor de sua obra como autor e diretor teatral ganha diversos prêmios e troféus como: o Troféu Mambembe de melhor autor, e o Dia-a-Dia de Grupo/Movimento; Quanto Mais Gente Souber Melhor, dramaturgia premiada com o Golfinho de Ouro, e um dos cinco melhores espetáculos de 1979; e Pelo Buraco da Fechadura, 1981.
Em 1979, ganha o primeiro lugar no concurso de dramaturgia do Inacen, por Honório dos Anjos e dos Diabos, texto para teatro de bonecos. Para o teatro infanto-juvenil escreve: "Chora Rei, Choramingão", "O Boi, o Operário e o Automóvel" e "Palhaçadas" uma de suas peças mais montadas. Inicia, a partir de então, uma luta em prol do teatro independente e de uma política cultural que atenda aos interesses da comunidade. Atuando como Coordenador de Animação Cultural no Projeto Especial de Educação do Estado do Rio de Janeiro implantado sob a orientação política e intelectual do Antropólogo Darcy Ribeiro na década de 90. É convidado e viaja representando o Brasil no Evento "Cena Lusófona". Publica livro com três das suas obras e, ao falecer, em 1998, deixa inédito um texto escrito, com apoio do Programa de Bolsas do Rio-Arte, sobre o palhaço negro Benjamim de Oliveira.